# Hiroishi Ryoji
Ryoji Hiroishi (sinh ngày 26 tháng 5 năm 1979) là một cầu thủ bóng đá người Nhật Bản.

## Sự nghiệp câu lạc bộ
Ryoji Hiroishi đã từng chơi cho Shonan Bellmare.